# Монревель-ан-Брес
Монреве́ль-ан-Брес (фр. Montrevel-en-Bresse) — коммуна во Франции, находится в регионе Рона — Альпы. Департамент — Эн. Административный центр кантона Монревель-ан-Брес. Округ коммуны — Бурк-ан-Брес.
Код INSEE коммуны — 01266.

## География
Коммуна расположена приблизительно в 350 км к юго-востоку от Парижа, в 70 км севернее Лиона, в 17 км к северо-западу от Бурк-ан-Бреса.

## Климат
Климат полуконтинентальный с холодной зимой и тёплым летом. Дожди бывают нечасто, в основном летом.

## Население
Население коммуны на 2010 год составляло 2362 человека.
| 1962 | 1968 | 1975 | 1982 | 1990 | 1999 | 2010 |
| ---- | ---- | ---- | ---- | ---- | ---- | ---- |
| 1388 | 1495 | 1653 | 2000 | 1973 | 1995 | 2362 |

## Администрация
| Период | Период | Фамилия      | Партия                   | Примечания                                                                                 |
| ------ | ------ | ------------ | ------------------------ | ------------------------------------------------------------------------------------------ |
| 1964   | 1995   | Луи Жаннель  | Радикальная левая партия | член генерального совета кантона (1964—2001); член генерального совета региона (1986—1992) |
| 1995   | 2020   | Жан-Пьер Рош | Разные левые             | вице-президент генерального совета кантона; президент сообщества коммун Монревель-ан-Брес  |

## Экономика
В 2010 году среди 1393 человек трудоспособного возраста (15—64 лет) 1054 были экономически активными, 339 — неактивными (показатель активности — 75,7 %, в 1999 году было 74,6 %). Из 1054 активных жителей работали 1017 человек (512 мужчин и 505 женщин), безработных было 37 (13 мужчин и 24 женщины). Среди 339 неактивных 99 человек были учениками или студентами, 161 — пенсионерами, 79 были неактивными по другим причинам.

## Достопримечательности
- Ферма Суже. Исторический памятник с 1946 года.[4]
- Усадьба Шарм. Исторический памятник с 1987 года.[5]

## Фотогалерея
- Монревель-ан-Брес (почтовая открытка, 1918 год)
- Ферма Суже
- Карта коммуны